# Africada pós-alveolar sonora

A africada sibilante palato-alveolar sonora, africado pós-alveolar sonoro ou africado sibilante pós-alveolar sonoro em cúpula, é um tipo de som consonantal, usado em algumas línguas faladas. O som é transcrito no Alfabeto Fonético Internacional com ⟨d͡ʒ⟩ (anteriormente a ligadura ⟨ʤ⟩), ou em algumas transcrições amplas ⟨ɟ⟩, e a representação X-SAMPA equivalente é dZ. As alternativas comumente usadas em obras linguísticas, 
Particularmente na literatura mais antiga ou americana, são ⟨ǰ⟩, ⟨ǧ⟩, ⟨ǯ⟩ e ⟨dž⟩. É familiar para os falantes de inglês como a pronúncia de ⟨j⟩ no salto.

## Características
- Sua forma de articulação é o africado sibilante, ou seja, é produzida primeiro interrompendo totalmente o fluxo de ar, depois direcionando-o com a língua para a borda afiada dos dentes, causando turbulências de alta frequência.[1]
- Seu sítio de articulação é palato-alveolar, ou seja, cúpula pós-alveolar (parcialmente palatalizada), o que significa que se articula com a lâmina da língua atrás da crista alveolar e com a frente da língua agrupada ("convexa") no palato.[1]
- Sua fonação é sonora, o que significa que as cordas vocais vibram durante a articulação.[1]
- É uma consoante oral, o que significa que o ar só pode escapar pela boca.[1]
- É uma consoante central, o que significa que é produzida direcionando o fluxo de ar ao longo do centro da língua, em vez de para os lados.[1]
- O mecanismo da corrente de ar é pulmonar, o que significa que é articulado empurrando o ar apenas com os pulmões e o diafragma, como na maioria dos sons.[1]

## Ocorrência
| Language             | Language                       | Word                 | IPA                  | Meaning                     |
| -------------------- | ------------------------------ | -------------------- | -------------------- | --------------------------- |
| Abkhaz               | Abkhaz                         | аџыр (ad̂yr)          | [ad͡ʒər]              | Aço                         |
| Adyghe               | Adyghe                         | джанэ                | [d͡ʒaːna]ⓘ            | Vestido                     |
| Albanês              | Albanês                        | xham                 | [d͡ʒam]               | Vidro                       |
| Amárico              | Amárico                        | እንጀራ                 | [ɨnd͡ʒəra]            | Injera                      |
| Árabe                | Padrão moderno                 | جَرَس                  | [d͡ʒaras]             | Sino                        |
| Árabe                | Hejazi                         | جَزْمَة                 | [d͡ʒazma]             | Sapatos                     |
| Armenian             | Oriental                       | ջուր (jur)           | [d͡ʒuɾ]               | Água                        |
| Armenian             | Ocidental                      | ճանճ (chanch)        | [d͡ʒɑnd͡ʒ]             | Mosca                       |
| Assírio neo-aramaico | Assírio neo-aramaico           | jura                 | [d͡ʒuɾ:a]             | Grande                      |
| Azerbaijani          | Azerbaijani                    | ağac                 | [ɑɣɑd͡ʒ]              | Árvore                      |
| Bengali              | Bengali                        | জল                   | [d͡ʒɔl]               | Água                        |
| Búlgaro              | Búlgaro                        | джудже (dzhudzhe)    | [ˈd͡ʒʊd͡ʒɛ]            | Anão                        |
| Chechen              | Chechen                        | джерво / dzhyerwo    | [d͡ʒjerwo]            | Mulher anteriormente casada |
| Chinês               | Dialeto Quzhou                 | 重                   | [d͡ʒõ]                | Pesado                      |
| Copta                | Copta                          | ϫⲉ                   | [d͡ʒe]                | Aquilo                      |
| Tcheco               | Tcheco                         | léčba                | [lɛːd͡ʒba]            | Tratamento                  |
| Inglês               | Inglês                         | jump                 | [ˈd͡ʒʌmp]             | Pulo                        |
| Esperanto            | Esperanto                      | manĝaĵo              | [manˈd͡ʒaʒo̞]          | Comida                      |
| Francês              | Francês                        | adjonction           | [ad͡ʒɔ̃ksjɔ̃]           | Adição                      |
| Georgiano            | Georgiano                      | ჯიბე                 | [d͡ʒibɛ]              | Bolso                       |
| Alemão               | Padrão                         | Dschungel            | [ˈd͡ʒʊŋəl]            | Selva                       |
| Goemai               | Goemai                         | [d͡ʒaːn]              | [d͡ʒaːn]              | Gêmeos                      |
| Hebraico             | Hebraico                       | ג׳וק                 | [d͡ʒuk]               | Barata                      |
| Hindustani           | Hindustani                     | जाना / جانا            | [d͡ʒäːnäː]            | Ir                          |
| Húngaro              | Húngaro                        | lándzsa              | [laːnd͡ʒɒ]            | Lança                       |
| Indonésio            | Indonésio                      | jarak                | [ˈd͡ʒaraʔ]            | Distância                   |
| Italiano             | Italiano                       | gemma                | [ˈd͡ʒɛmma]            | Gema                        |
| Kabyle               | Kabyle                         | lǧiran               | [ld͡ʒiræn]            | Os vizinhos                 |
| Kashubian            | Kashubian                      | [exemplo necessário] | [exemplo necessário] |                             |
| Curdo                | Do norte                       | cîger                | [d͡ʒiːˈɡɛɾ]           | Pulmão                      |
| Curdo                | Central                        | جەرگ                 | [d͡ʒɛɾg]              | Fígado                      |
| Curdo                | Do sul                         | جەرگ                 | [d͡ʒæɾg]              | Fígado                      |
| Quirguiz             | Quirguiz                       | жаман                | [d͡ʒaman]             | Ruim                        |
| Letão                | Letão                          | dadži                | [dad͡ʒi]              | Cardo                       |
| Limburguês           | Dialeto Hasselt                | djèn                 | [d͡ʒɛːn²]             | Eugene                      |
| Lituano              | Lituano                        | džiaugsmingas        | [d͡ʒɛʊɡʲsʲˈmʲɪnɡɐs]   | Alegre                      |
| Macedônio            | Macedônio                      | џемпер               | [ˈd͡ʒɛmpɛr]           | Suéter                      |
| Malaio               | Malaio                         | jahat                | [d͡ʒahat]             | Mal                         |
| Manchu               | Manchu                         | ᠵᡠᠸᡝ                 | [d͡ʒuwe]              | Dois                        |
| Marathi              | Marathi                        | जय                   | [d͡ʒəj]               | Vitória                     |
| Occitano             | Languedocien                   | jove                 | [ˈd͡ʒuβe]             | Jovem                       |
| Occitano             | Provençal                      | jove                 | [ˈd͡ʒuve]             | Jovem                       |
| Odia                 | Odia                           | ଜମି/jami              | [d͡ʒɔmi]              | Terra                       |
| Ojibwe               | Ojibwe                         | ᐄᒋᑭᐌᐦ / iicikiwee    | [iːd͡ʒikiwẽːʔ]        | Irmão                       |
| Pashto               | Pashto                         | جګ                   | [d͡ʒeɡ]               | Alto                        |
| Persa                | Persa                          | کجا                  | [kod͡ʒɒ]              | Onde                        |
| Polonês              | Gmina Istebna                  | dziwny               | [ˈd͡ʒivn̪ɘ]            | Estranho                    |
| Polonês              | Dialeto Lubawa                 | dziwny               | [ˈd͡ʒivn̪ɘ]            | Estranho                    |
| Polonês              | Dialeto Malbork                | dziwny               | [ˈd͡ʒivn̪ɘ]            | Estranho                    |
| Polonês              | Dialeto Ostróda                | dziwny               | [ˈd͡ʒivn̪ɘ]            | Estranho                    |
| Polonês              | Dialeto Warmia                 | dziwny               | [ˈd͡ʒivn̪ɘ]            | Estranho                    |
| Português            | Maioria dos dialetos do Brasil | grande               | [ˈɡɾɐ̃d͡ʒi]            | Grande                      |
| Português            | Maioria dos dialetos           | jambalaya            | [d͡ʒɐ̃bɐˈlajɐ]         | Jambalaya                   |
| Romeno               | Romeno                         | ger                  | [ˈd͡ʒɛ̝r]              | Congelado                   |
| Sardínio             | Campidanês                     | géneru               | [ˈd͡ʒɛneru]           | Genro                       |
| Gaélico escocês      | Gaélico escocês                | Dia                  | [d͡ʒia]               | Deus                        |
| Sérvio-Croata        | Alguns falantes                | џем / džem           | [d͡ʒê̞m]               | Geléia                      |
| Sérvio-Croata        | Bósnio                         | ђаво / đavo          | [d͡ʒâ̠ʋo̞ː]             | Diabo                       |
| Sérvio-Croata        | Croata                         | ђаво / đavo          | [d͡ʒâ̠ʋo̞ː]             | Diabo                       |
| Silesiano            | Gmina Istebna                  | [exemplo necessário] |                      |                             |
| Silesiano            | Jablunkov                      | [exemplo necessário] |                      |                             |
| Somali               | Somali                         | joog                 | [d͡ʒoːɡ]              | Parada                      |
| Tagalog              | Tagalog                        | diyan                | [d͡ʒän]               | Lá                          |
| Turco                | Turco                          | acı                  | [äˈd͡ʒɯ]              | Dor                         |
| Turcomano            | Turcomano                      | jar                  | [d͡ʒär]               | Ravina                      |
| Tyap                 | Tyap                           | jem                  | [d͡ʒem]               | Hipopótamo                  |
| Ubykh                | Ubykh                          | [amd͡ʒan]             | [amd͡ʒan]             | '?'                         |
| Ucraniano            | Ucraniano                      | джерело              | [d͡ʒɛrɛˈlɔ]           | Fonte                       |
| Uyghur               | Uyghur                         | جوزا                 | [d͡ʒozɑ]              | Mesa                        |
| Frísio ocidental     | Frísio ocidental               | siedzje              | [ˈʃɪd͡ʒə]             | Semear                      |
| Iídiche              | Iídiche                        | דזשוכע               | [d͡ʒʊxə]              | Inseto                      |
| Zapotec              | Tilquiapan                     | dxan                 | [d͡ʒaŋ]               | Deus                        |